# Love hotel

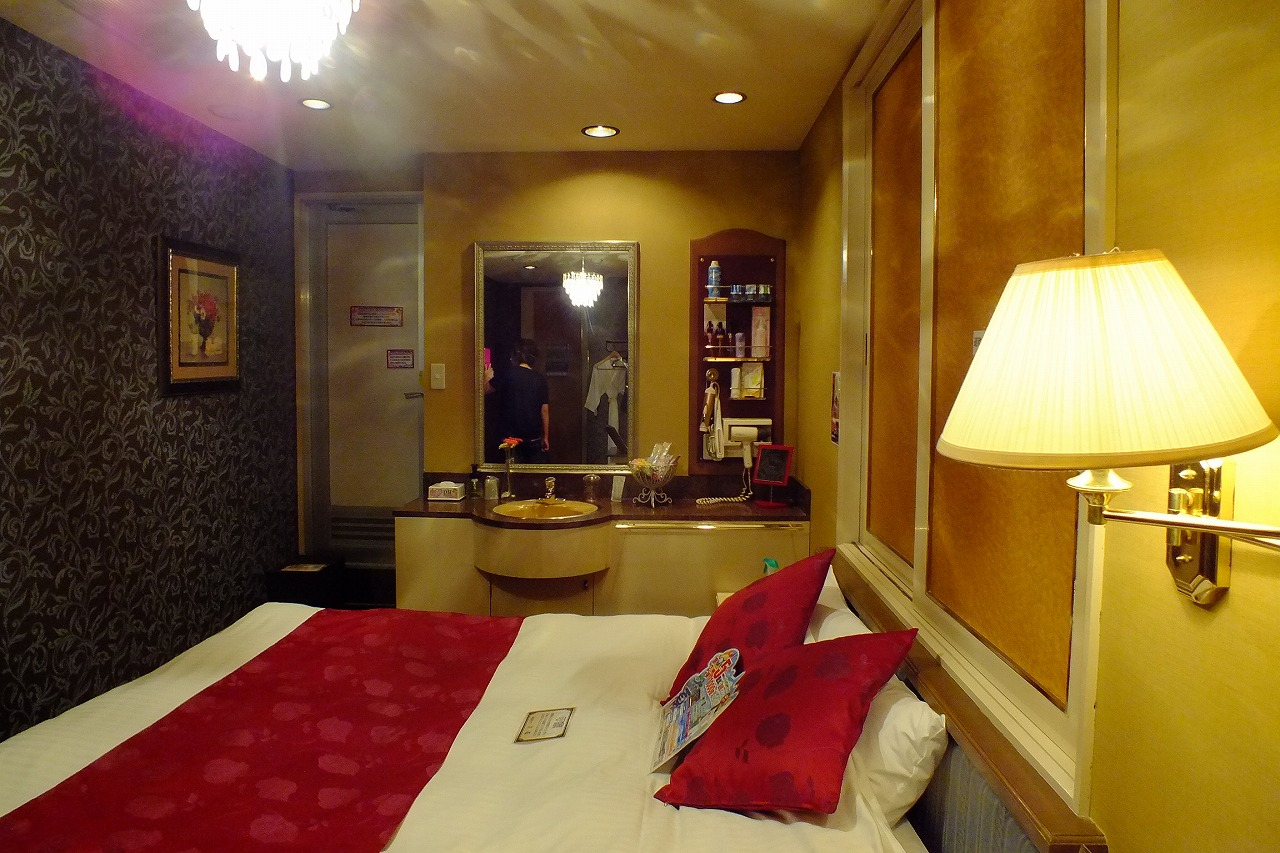
Een kamer in een Japans love hotel.

Een love hotel of een liefdeshotel is een type hotel waar gasten een kamer voor een korte periode kunnen reserveren om daar seksuele handelingen te verrichten. De naam is afkomstig van het Hotel Love in de Japanse stad Osaka. Het hotel werd gebouwd in 1968 en had een draaiend logo op de gevel.
Liefdeshotels zijn overal ter wereld aanwezig, maar de term slaat tegenwoordig specifiek op love hotels in Japan, deze worden aldaar rabohoteru (Japans: ラブホテル) genoemd.

## Kenmerken
Love hotels worden vaak gekenmerkt door een hartje bij de ingang en waar gasten kunnen "rusten". Gasten kunnen een kamer boeken, vaak variërend met een tijdsduur van een tot drie uur, met hogere tarieven in de avond dan overdag.
Ingangen en uitgangen zijn discreet en interactie met het aanwezige personeel is schaars. Keuze van de kamer en betaling vindt door middel van een betaalautomaat plaats of via een medewerker achter ondoorzichtig glas. Ook zijn ramen in de hotelkamers geblindeerd of afwezig.
In Japan zijn de love hotels vaak gesitueerd bij treinstations, snelwegen of industrieterreinen. In dat land zijn love hotels ook zeer in trek voor enjo kosai, een fenomeen waarbij oudere mannen daten met jonge meisjes, vaak om als statussymbool in het openbaar te kunnen vertonen. Mocht de date uiteindelijk aankomen op seks, dan zal dat gemakshalve plaatsvinden in deze love hotels.

## Geschiedenis
De geschiedenis van de love hotels gaat in Japan terug tot de zeventiende eeuw. Zo waren er herbergen of theehuizen met verborgen kamers of geheime tunnels waar men discreet naar binnen kon.
De komst van het motel in de jaren 60 van de twintigste eeuw zag ook in Japan vaker een verblijfplaats voor overnachtingen voor stelletjes die wilden vrijen, zonder dat hun ouders er op toezagen.
In 1984 kwamen de love hotels onder jurisdictie van de politie. Daarom werden nieuw gebouwde hotels vaker sober gebouwd, om niet te worden aangemerkt als een love hotel. Vanaf de jaren tachtig werden love hotels ook steeds meer gericht op vrouwen.
Om tegenwoordig meer in trek te zijn bij potentiële klanten worden namen als "romantisch hotel" of "stelletjeshotel" ook wel gebruikt.

## Andere landen
Soortgelijke hotels bestaan ook in andere Aziatische landen, waaronder Singapore, Taiwan en Hongkong. Het eerste love hotel dat in India opende was in 2015.
Hetzelfde concept bestaat ook in Midden- en Zuid-Amerika en worden daar "autohotels", "motels" of "hotel parejero" genoemd. Ook de term "push buttons" wordt soms gebruikt, vanwege de drukknop die de deur van de kamer ontgrendelt wanneer erop wordt gedrukt of geduwd.
In Nieuw-Zeeland en Australië zijn de eerste liefdeshotels in 2011 geopend.

## Trivia
Door de sterke culturele betekenis werd in 2010 een emoji van een love hotel toegevoegd aan Unicode 6.0. Het stelt een gebouw met een hartje met daarin de letter H voor.